# غي فاي
غي فاي (بالصينية: 格非) هو كاتب صيني، ولد في 1964 في جيانغسو في الصين.